# Taifa (Marroc)
Taifa (àrab طايفة) és una comuna rural de la província de Taza de la regió de Fes-Meknès. Segons el cens de 2014 tenia una població total de 6.992 persones.